# Primavelans mexicana
Primavelans mexicana is een mosdiertjessoort uit de familie van de Pacificincolidae. De wetenschappelijke naam van de soort is voor het eerst geldig gepubliceerd in 1995 door Soule, Soule & Chaney.